# Arco di Domiziano
L'Arco di Domiziano (latino: Arcus Domitiani) era un antico arco romano situato tra il Foro Romano e il Palatino.

## Descrizione
L'arco era uno dei due eretti dall'imperatore Domiziano, che non fu abbattuto in seguito alla Damnatio memoriae che lo colpì. 
Si trovava sul Clivus Palatinus, e si ergeva scenograficamente davanti all'ingresso del piazzale della Domus Flavia, andando così a segnare il confine tra lo spazio pubblico della città e la proprietà privata dell'imperatore.
Dell'arco sono sopravvissuti solo i basamenti.

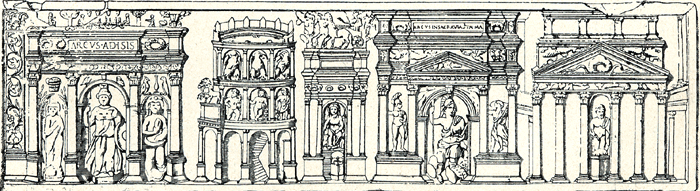
Disegno del rilievo con cinque edifici dalla tomba degli Haterii (da Christian Hülsen, The Roman Forum: Its History and Its Monuments, tradotto da J.B. Carter (seconda edizione), 1909, fig. 150, p. 249)

Si ipotizza che l'arco al centro del rilievo appartenuto alla Tomba degli Haterii, oggi esposto nel Museo gregoriano profano dei Musei Vaticani, rappresenti l'arco di Domiziano.